# 西南麥肯齊 (北達科他州)
西南麥肯齊（英語：Southwest McKenzie）是位於美國北達科他州麥肯齊縣的一個未組織地區。

## 地方資料
西南麥肯齊的面積為1780.30平方千米，當中陸地面積為1771.87平方千米，而水域面積為8.43平方千米。根據2010年美國人口普查的數據，當地共有人口271人，而人口密度為每平方千米0.15人。